# Đặng Chính Gia
Đặng Chính Gia (tiếng Trung: 邓正加) là một người bán trái cây đã bị giết trong cuộc đối đầu với toán nhân viên quản lý đô thị Trung Quốc vào ngày 17 tháng 7 năm 2013.  Đặng lúc đó mới 56 tuổi đang bán dưa hấu cùng vợ ở huyện Lâm Vũ, tỉnh Hồ Nam, thì có một số nhân viên (gọi là "thành quản") xông tới tịch thu một số trái cây của họ và yêu cầu họ chuyển đến khu vực được phép bán hàng rong trên đường phố. Cặp vợ chồng làm theo và khoảng 50 phút sau, mấy viên chức thành quản quay lại. Những nhân chứng quanh đó cho biết bọn họ đã đánh Đặng bằng một quả cân lấy từ cân của ông ấy, và cảnh sát Lâm Vũ nói rằng Đặng "bất ngờ ngã xuống đất và chết". Theo các nhân chứng tại hiện trường, toán nhân viên vẫn tiếp tục đá Đặng sau khi ông ngã xuống đất và từ chối gọi xe cứu thương.
Tới khi chính quyền định đưa thi thể đi thì bị dân làng cản đường và chụp ảnh trong quá trình này. Tối hôm đó, hàng trăm người biểu tình không vũ trang đã đụng độ với cảnh sát chống bạo động. Ảnh chụp những người biểu tình đẫm máu đã được chia sẻ rộng rãi trên các tiểu blog và nền tảng truyền thông xã hội của Trung Quốc, khi mà tin tức về cái chết của Đặng đã gây phẫn nộ. Một cư dân mạng được tờ South China Morning Post trích dẫn đã so sánh cái chết của Đặng với trường hợp của Mohamed Bouazizi, người bán rau Tunisia có chiếc xe đẩy bị cảnh sát tịch thu vào năm 2010. Bouazizi phản ứng bằng cách tự thiêu, và cái chết của ông là chất xúc tác dẫn đến Mùa xuân Ả Rập.
Sau sự phản đối kịch liệt của công chúng, chính quyền tuyên bố họ sẽ bồi thường cho gia đình Đặng số tiền 879.000 Nhân dân tệ (~ 123.000 USD).
Cái chết đã thu hút sự chú ý đáng kể trên các phương tiện truyền thông trong nước và làm dấy lên sự chỉ trích ngày càng tăng đối với các quan chức quản lý đô thị thành quản. Hệ thống thành quản được thành lập vào năm 1997 và hoạt động tách biệt với lực lượng cảnh sát thông thường với sự giám sát tối thiểu. Các vụ bạo lực do đám quan chức thành quản gây ra rất phổ biến; từ năm 2010 đến năm 2012, truyền thông Trung Quốc đưa tin về hơn 150 vụ đụng độ bạo lực liên quan đến lực lượng thành quản.